# 萬象及白傘勳章
萬象及白傘勳章是寮國歷史的一種勳章，於寮王國時期頒發。
1909年5月1日，寮國國王西萨旺·冯設立了該勳章。該勳章的寮語名字使用歷史上的瀾滄王國國名來命名，法語名字則采用其意譯「百萬大象及白色伞盖」。
1975年寮王國被巴特寮推翻後，寮國王室被廢除，該勳章也隨之而事實上不再成為國家勳章。然而，流亡境外的寮國王室依然頒發該勳章，用來表彰慈善事業及人道主義精神。此勳章在英聯邦國家被允許作為外國勳章來佩戴。

## 等級
該勳章分為五個勳位（另有一個特等勳位）：
- 特等： 項鏈級大十字勳位
- 一等： 大十字勳位（ປະຖະມາພອນ Pathamaphon）
- 二等： 大軍官勳位（ທຸຕິຍາພອນ Thutiyaphon）
- 三等： 指揮官勳位（ຕະຕິຍາພອນ Tatiyaphon）
- 四等： 軍官勳位（ຈະຕູດຖາພອນ Jatutthaphon）
- 五等： 騎士勳位（ປັນຈະມາພອນ Panchamaphon）